# Glenea olyra
Glenea olyra là một loài bọ cánh cứng trong họ Cerambycidae.